# Farhad (Nishapur)
Farhad (en persan : فرهاد) est un village du district rural de Rivand, situé au centre du district de Nishapur en région du Khorasan-e Razavi, en Iran.
Le village avait 132 habitants en 1954 mais aujourd'hui il est abandonné.